# Могилівка (Криворізький район)
Могилі́вка — село в Україні, в Криворізькому районі Дніпропетровської області. Входить до складу Карпівської сільської громади. 
Колишній орган місцевого самоврядування — Андріївська сільська рада. Населення — 232 мешканці.

## Географія
Село Могилівка знаходиться на лівому березі річки Інгулець, вище за течією на відстані 2,5 км розташоване село Радевичеве, нижче за течією на відстані 1 км розташоване село Андріївка.

## Історія
На початку ХХ століття в Могилівській школі викладав Олександр Потапович Колодченко одразу після закінчення Новомосковської вчительської семінарії

## Населення

### Мова
Розподіл населення за рідною мовою за даними перепису 2001 року:
| Мова       | Кількість | Відсоток |
| ---------- | --------- | -------- |
| українська | 220       | 94.83%   |
| російська  | 12        | 5.17%    |
| Усього     | 232       | 100%     |

## Екологія
За 300 м на захід від с. Могилівка знаходиться відкрите поверхневе місце видалення відходів (хвости збагачення залізних руд) обсягом — 362 940 000 м³, площею — 736 га. Власник хвостосховища — ВАТ «Інгулецький гірничо-збагачувальний комбінат».